# さらば青春の影よ
「さらば青春の影よ」（さらばせいしゅんのかげよ）は、2004年11月21日に発売された森進一の109枚目のシングル。

## 解説
- 作詞はZARDの坂井泉水、作曲は大野愛果、編曲は徳永暁人とビーイングが制作した楽曲であり、森のジャンルとは異なった分野で活躍するアーティストによる提供楽曲として、話題を呼んだ（カップリングの「蜃気楼」も坂井・大野が制作を手掛けた）。

- 作詞が坂井・作曲が大野というコンビから、歌詞の「ふたりの影が揺れる」「正解（こたえ）は今も解からないけれど」や曲調にZARDの楽曲を連想させられるものが多い。坂井は森と同じく演歌・歌謡系アーティストだったテレサ・テンに「あなたと共に生きてゆく」を作詞提供した経験がある。

- 森は本楽曲で、NHK「第55回NHK紅白歌合戦」に出場した。

- なお、坂井は生前、「さらば青春の影よ」の仮歌を収録しており、2012年に「ZARD Album Collection 〜20TH ANNIVERSARY〜」に収録された。

## 収録曲
- 両楽曲共に、作詞：坂井泉水／作曲：大野愛果

1. さらば青春の影よ（4分22秒）
編曲：徳永暁人
※ZARDバージョンとは歌詞が一部異なる。
2. 蜃気楼（4分53秒）
編曲：葉山たけし
3. さらば青春の影よ（オリジナルカラオケ）
4. 蜃気楼（オリジナルカラオケ）